# Nizar Knioua
Nizar Knioua (in arabo زار كنيوة‎?; Grombalia, 8 giugno 1983) è un cestista tunisino.

## Carriera
Con la Tunisia ha disputato i Giochi olimpici di Londra 2012, due edizioni dei Campionati mondiali (2010, 2019) e cinque dei Campionati africani (2007, 2009, 2013, 2015, 2017).